# Cattedrale di Nostra Signora di Fátima (Nampula)
La cattedrale di Nostra Signora di Fatima (in portoghese: Catedral Metropolitana de Nossa Senhora de Fátima) si trova a Nampula, in Mozambico ed è la cattedrale dell'arcidiocesi di Nampula. La cattedrale fu inaugurata nel 1956 dal presidente della repubblica portoghese, Francisco Craveiro Lopes. Si tratta di un edificio dal disegno tradizionalista, su progetto di Raul Lino, costruito tra il 1941, un anno dopo la fondazione della diocesi, ed il 1955. È dotata di due torri sulla facciata e un portico ad arcate.